# Verordnung (EU) 2018/842 (Lastenteilungsverordnung)
Die Verordnung (EU) 2018/842 (Lastenteilungsverordnung, von englisch Effort Sharing Regulation ESR; auch EU-Klimaschutzverordnung) ist eine Verordnung der Europäischen Union (EU), die für die EU und ihre Mitgliedstaaten verbindliche Minderungsziele für Treibhausgasemissionen im Zeitraum 2021–2030 festlegt. Die Minderungsziele gelten für Wirtschaftszweige, die nicht unter den EU-Emissionshandel für den Industrie- und Energiesektor fallen und nicht zum Bereich Landnutzung, Landnutzungsänderungen und Forstwirtschaft gehören. Die Lastenteilungsverordnung ist damit neben dem Emissionshandel zweite tragende Säule der Klimapolitik der Europäischen Union. Die Umsetzung mittels konkreter Klimaschutzmaßnahmen ist den Mitgliedstaaten der EU überlassen; weitere Rechtsakte unterstützen die Staaten dabei, im Verkehrssektor beispielsweise Emissionsnormen für neue Personenkraftwagen.

## Hintergrund und Entstehung
Im 2016 vereinbarten Übereinkommen von Paris haben sich die meisten Staaten der Welt verpflichtet, die Globale Erwärmung auf deutlich unter 2° C, möglichst 1,5° C zu begrenzen (→ 1,5-Grad-Ziel, Zwei-Grad-Ziel). Die Vertragsstaaten wollen dazu ihre Treibhausgasemissionen gemäß national festgelegter Beiträge (NDC) verringern. Die Europäische Union und ihre Mitgliedstaaten sind Vertragsparteien des Übereinkommens. Die EU als Ganzes hat sich im Dezember 2020 in ihrem Beitrag verpflichtet, ihre Treibhausgasemissionen bis 2030 um mindestens 55 % gegenüber ihren Emissionen des Jahres 1990 zu verringern, und dieses Ziel im Europäischen Klimagesetz verankert. Dazu müssen auch die Wirtschaftssektoren, die nicht vom EU-Emissionshandelssystem für Industrie und Energie erfasst werden (Nicht-EU-EHS-Sektoren), einen Minderungsbeitrag von −40 % gegenüber den Emissionen des Jahres 2005 leisten.
Die Lastenteilungsverordnung verteilt diese angestrebten Emissionsminderungen in den Nicht-EU-EHS-Sektoren auf die Mitgliedstaaten der EU. Die nationalen Minderungsziele wurden dabei anhand des Bruttoinlandsprodukts (BIP) pro Person verteilt. Bei Mitgliedstaaten mit überdurchschnittlich hohem BIP pro Person wurden zusätzlich die geschätzten Kosten der Emissionsminderungen berücksichtigt.
Die Verordnung wurde am 14. Mai 2018 angenommen. Sie löste die Entscheidung Nr. 2009/406/EG (Lastenteilungsentscheidung) ab, die bis einschließlich 2020 der rechtliche Rahmen des europäischen Lastenteilungsverfahrens war. Im Vergleich zur Lastenteilungsentscheidung bietet die Verordnung zusätzliche Flexibilität, nämlich mit dem möglichen Transfer von Emissionszuweisungen aus der Landwirtschaft und aus dem EU-Emissionshandel für Industrie und Energie. Während die Lastenteilungsentscheidung noch vorsah, dass die Kommission jährlich prüfen und entscheiden muss, ob die Staaten ihren Pflichten nachgekommen sind, soll dies unter der Verordnung nur noch alle fünf Jahre geschehen.
Mit dem Herunterbrechen eines Gesamtziels auf einzelne Mitgliedsländer und mit seinen Flexibilitätsmechanismen – zum Beispiel der Möglichkeit, Emissionsquoten zwischen Staaten zu handeln – ähnelt das Lastenteilungsverfahren der EU dem Kyoto-Protokoll.
Im April 2023 wurde die Lastenteilungsverordnung als Teil des Fit for 55-Gesetzespakets erstmals novelliert. Das Minderungsziel in den Nicht-EU-EHS-Sektoren wurde von −30 % auf −40 % gegenüber 2005 angehoben und damit an den von der zugesagten Beitrag zur Einhaltung des Paris-Abkommens und das Ziel der Klimaneutralität bis 2050 angepasst. Die Emissionsminderungsziele für die einzelnen Mitgliedstaaten wurden verschärft, die Möglichkeit, Emissionszuweisungen in Folgejahre zu übertragen, eingeschränkt, dafür die Möglichkeit zur Übertragung zwischen Mitgliedstaaten ausgeweitet.

## Geltungsbereich
Von der Verordnung sind nur die Emissionen aus bestimmten Quellen erfasst: Energie, Industrieprozesse, Produktverwendung, Landwirtschaft und Abfall. Emissionen der Energie und Industrie gehören nur soweit dazu, wie sie nicht unter den EU-Emissionshandel fallen. Die von der Verordnung erfassten Aktivitäten verursachten um 2020 etwa 60 % der Treibhausgasemissionen der EU.
Die Verordnung gilt für die wichtigsten Treibhausgase, nämlich Kohlenstoffdioxid (CO2), Methan (CH4), Lachgas (N2O), Fluorkohlenwasserstoffe (HFKW, FKW) sowie Stickstofftrifluorid (NF3) und Schwefelhexafluorid (SF6).
Emissionen aus Landnutzung, Landnutzungsänderungen und Forstwirtschaft, einschließlich von Kohlenstoffsenken, fallen nicht unter diese Verordnung, sondern werden von der LULUCF-Verordnung erfasst, die die dritte Säule der EU-Klimapolitik ist. Für die Emissionen der zivilen Luftfahrt gibt es im Rahmen der Verordnung keine Minderungsziele.

## Minderungsziele
| Land                  | Ziel    |
| --------------------- | ------- |
| Belgien               | −47,0 % |
| Bulgarien             | −10,0 % |
| Tschechische Republik | −26,0 % |
| Dänemark              | −50,0 % |
| Deutschland           | −50,0 % |
| Estland               | −24,0 % |
| Irland                | −42,0 % |
| Griechenland          | −22,7 % |
| Spanien               | −37,7 % |
| Frankreich            | −47,5 % |
| Kroatien              | −16,7 % |
| Italien               | −43,7 % |
| Zypern                | −32,0 % |
| Lettland              | −17,0 % |
| Litauen               | −21,0 % |
| Luxemburg             | −50,0 % |
| Ungarn                | −18,7 % |
| Malta                 | −19,0 % |
| Niederlande           | −48,0 % |
| Österreich            | −48,0 % |
| Polen                 | −17,7 % |
| Portugal              | −28,7 % |
| Rumänien              | −12,7 % |
| Slowenien             | −27,0 % |
| Slowakei              | −22,7 % |
| Finnland              | −50,0 % |
| Schweden              | −50,0 % |

Die Mitgliedstaaten müssen ihre Emissionen im Jahr 2030 gegenüber 2005 um festgelegte Prozentsätze gemindert haben. Über diesen Zeitraum schreibt die Verordnung einen „linearen Minderungspfad“ vor: Die Staaten müssen grundsätzlich Jahr für Jahr ihre Emissionen um die gleichen Menge verringern. Die sich ergebenden Jahreshöchstmengen an Emissionen pro Staat und Jahr sind in einem Durchführungsbeschluss der Kommission festgehalten. In dieser Höhe erhalten die Staaten  jährliche Emissionszuweisungen (engl. annual emission allocations, AEAs). Der Durchführungsbeschluss wird durch einen Ausschuss der Mitgliedstaaten im Prüfverfahren gemäß der Komitologie-Veordnung kontrolliert. Die EU-Kommission darf den Beschluss nicht erlassen, wenn der Ausschuss eine ablehnende Stellungnahme abgibt.
Die Verordnung gewährt den Mitgliedstaaten einige Flexibilität. Sie können in einem Jahr, in dem sie mehr emittiert haben als ihnen laut Zuweisung zusteht, einen Teil der Emissionszuweisungen des nächsten Jahres vorwegnehmen (bis 2025: 7,5 % des Jahres-Zuweisungsvolumens, danach: 5 %). Sie können nicht in Anspruch genommene Emissionszuweisungen auf das Folgejahr übertragen (2021: 75 % des Jahres-Zuweisungsvolumens, danach 25 %). Außerdem können sie überschüssige Emissionszuweisungen an andere Mitgliedstaaten verkaufen (2021–2025: 10 % des Jahres-Zuweisungsvolumens, danach 15 %).
Für neun Staaten mit überdurchschnittlich hohen Minderungszielen und -kosten gibt es eine Sonderregelung: Sie können zusätzlich Zertifikate aus dem EU-Emissionshandel im Lastenteilungsverfahren verwenden. Die Zertifikate werden dann nicht im Emissionshandel in Umlauf gebracht, sondern erhöhen stattdessen die Zuweisungen des Staates im Lastenteilungsverfahren. Diese Kompensationsmöglichkeit ist begrenzt: auf 2 % oder 4 % der Jahresemissionen (Malta: 7 %) und in Summe nicht mehr als 100 Mio. t CO2eq.
Die Mitgliedstaaten können auch zusätzliche Emissionszuweisungen für einen Netto-Gesamtabbau von Treibhausgasen bei der Landnutzung, Landnutzungsänderungen und der Forstwirtschaft (LULUCF) erhalten. Die maximale Höhe hängt vom Emissionsminderungspotenzial in der Landwirtschaft des jeweiligen Staates ab. Überschüssige Emissionszuweisungen aus der Lastenteilung können sie zur Erfüllung ihrer Verpflichtungen im Sektor LULUCF heranziehen.
Sofern die EU ihr Gesamtziel im Jahr 2030 erreicht, gibt es für Staaten mit unterdurchschnittlichem BIP pro Person noch eine Sicherheitsreserve von bis zu 105 Mio. t CO2eq, die sie unter bestimmten Bedingungen in Anspruch nehmen können.
Das mit dem Brennstoffemissionshandelsgesetz in Deutschland eingeführte nationale Emissionshandelssystem (nEHS) für Brennstoffemissionen in den Sektoren Wärme und Verkehr soll zur Erreichung der deutschen Minderungsziele nach der Lastenteilungsverordnung beitragen.

## Berichterstattung und Überwachung
Mitgliedstaaten müssen in ihren Nationalen Klima- und Energieplänen (NCEP) über Maßnahmen für Emissionsminderungen berichten und in Fortschrittsberichten und Treibhausgasinventaren die tatsächlich erreichten Minderungen dokumentieren (→ Governance-Verordnung). Die Staaten müssen auch über alle Übertragungen von Emissionszuweisungen an andere Staaten berichten, die sie im Rahmen der Flexibilitätsmechanismen nutzen.
Die Kommission bewertet jedes Jahr die Fortschritte und berichtete darüber. Wenn die Kommission zu dem Ergebnis kommt, dass ein Staat keine ausreichenden Fortschritte gemacht hat, muss dieser innerhalb von drei Monaten einen Maßnahmenplan erarbeiten, wie er den Rückstand schließen will. Die Kommission kann zu den Maßnahmenplänen Stellung nehmen, „der Mitgliedstaat trägt der Stellungnahme […] umfassend Rechnung“ und kann seinen Maßnahmenplan entsprechend überarbeiten.
Alle fünf Jahre prüft die Kommission, ob die Mitgliedstaaten ihre Verpflichtungen in den vergangenen Jahren eingehalten haben. Staaten, die ihrer Verpflichtung unter Berücksichtigung der Flexibilitätsmechanismen in einem Jahr nicht nachgekommen sind, werden sanktioniert: Ihre Emissionszuweisung für das Folgejahr verringert sich um das Defizit und zusätzlich einen Faktor von 8 % des Defizits. Der Staat darf keine Emissionszuweisungen an andere Staaten transferieren. Die EU-Kommission kann bei Verstößen gegen Vorschriften der Verordnung Vertragsverletzungsverfahren einleiten.
Die Kommission berichtet dem EU-Parlament und dem Rat 2025 und 2030 über die Durchführung der Verordnung. Darin geht sie auch darauf ein, ob sie zusätzliche Maßnahmen der EU für notwendig hält, um ihren Verpflichtungen gerecht zu werden.